# アーサー・スティーブンソン
アーサー・スティーブンソン（Arthur Stepheson、1987年8月7日 - ）は、アメリカ合衆国ロサンゼルス出身のプロバスケットボール選手。ポジションはパワーフォワード、センター。203cm、122kg。背番号33。

## 来歴

### アマチュア選手時代
高校はカリフォルニア州ノース・ハリウッドのハーバード＝ウェストレイク・スクールでプレイし、3年生(senior)時の試合では16試合で20以上のリバウンドを記録しており、2006 boys high school basketball All-Americans Fourth team に選出されている。
大学はノースカロライナ大学に進学したが、2008年には家族の健康上の理由で南カリフォルニア大学に転校し、南カリフォルニア大学のUSCトロージャンズでプレイした。 2009年 12月14-20日のパシフィック・テン・カンファレンスの週間MVPに選出されている。

### プロ選手時代

#### パニオニオスBC (2011–2012)
2011年のNBAドラフトでは指名されず、プロ選手としてのキャリアをギリシャのパニオニオスBCでスタートした。2011–12 シーズンでは21試合に出場し、平均10.3得点、7.3リバウンドを記録したが、負傷の影響もあり、シーズン終了後にパニオニオスBCを退団した。

#### KKユニオン・オリンピア (2013–2014)
2013年7月に、スロベニアのプレミアリーグに所属するKKユニオン・オリンピアと単年度契約を結んだ。KKユニオン・オリンピアでは20試合に出場し、リーグ戦では1試合平均6.6得点、5.2リバウンド、ボスニア・ヘルツェゴビナ、クロアチア、モンテネグロ、セルビア、スロベニアのチームで構成される独立リーグであるABAリーグでは1試合平均8.3得点、5.7リバウンドを記録している。

#### イスタンブールBB (2014–2015)
2014年のNBAサマーリーグではNBAサクラメント・キングス から参加したがNBAチームとの契約はならず、トルコリーグのイスタンブールBBと2014-15シーズンの契約を交わした。トルコリーグでは29ゲームに出場し、1試合平均12.3得点 9.2リバウンドを記録している。

#### NBA and D-League (2015–2016)
2015年のNBAサマーリーグではダラス・マーベリックスから参加し、10月7日にメンフィス・グリズリーズと契約した 。しかしプレシーズンマッチ3試合の出場後の10月24日にグリズリーズを解雇された。10月31日にはグリズリーズからのアフィリエイト・プレイヤーとして Dリーグのアイオワ・エナジーと契約した。11月14日のスーフォールズ・スカイフォース戦で公式戦に初出場し、37分間の出場で13得点、17リバウンド、2アシスト、１スティールを記録した。2016年1月29日にはDリーグのオールスターゲームにEast All-Star teamのメンバーとして選出された。2015-16シーズンのDリーグでは26試合に出場し、１試合平均で34.3分出場、15.7得点、13.3リバウンド、1.3ブロックを記録している。
2016年2月20日にはロサンゼルス・クリッパーズと10日間契約を結んだ。NBAでのデビュー戦となったのは、同日2月20日のゴールデンステート・ウォリアーズ戦で2分間出場し、1つのリバウンドを記録している。2月22日のフェニックス・サンズ戦では、初得点と、初のブロックショット（相手はジョン・ルーアー）を記録した。2回目の10日間契約が終了した後、クリッパーズとの契約が新たに結ばれることはなかった。
3月12日には、負傷者が相次いでいたメンフィス・グリズリーズと10日間契約を結んだ。メンフィスとはNBAの故障者特例(Hardship Exception)としての契約となり、通常時の最大ロースターである15名を超える17人目のロースターとしての契約になった 。メンフィスでの2試合目のゲームとなった3月14日のヒューストン・ロケッツ戦では、25分間出場し、12得点、15リバウンドを記録した。グリズリーズとの10日間契約が終了した後は、アイオワ・エナジーに復帰した。2015-16シーズン終了時には、All NBA D-LeagueのFirst Teamに選出されている。

#### 龍獅籃球倶楽部（Guangzhou Long-Lions）/　メラルコ・ボルツ (2016–2017)
2016年のNBAサマーリーグにはグリズリーズから参加したが、NBAチームとの契約には至らず、11月15日に中国プロバスケットボールリーグの龍獅籃球倶楽部（Guangzhou Long-Lions）と契約した 。デビュー戦は同日の新疆広匯飛虎倶楽部(Xinjiang Flying Tigers)戦で、21分間の出場で、10得点、14リバウンド、１アシスト、１スティール、１ブロックを記録した。
2017年2月には、フィリピンプロバスケットボールリーグのメラルコ・ボルツに2017 PBA Commissioner's Cupにおける外国人枠で加入した。チームは6月9日のクォーターファイナルでTNTカトロパに敗退し、スティーブンソンも大会後に退団した。

#### 横浜ビー・コルセアーズ (2018–2019)
2018年12月7日に横浜ビー・コルセアーズへの加入が発表された。Bリーグでのデビュー戦は12月8日の川崎ブレイブサンダース戦となり、同試合では24分間の出場で8得点、9リバウンド、1アシストを記録した。12日の富山戦では、Bリーグ歴代タイ記録となるオフェンスリバウンド12本。16日の大阪戦ではディフェンスリバウンド14本　総リバウンド21本（いずれもチーム新記録）を成功させた。出場試合数が規程に達しなかったためBリーグリバウンド王は獲得できなかったが、アーサーの記録した一試合平均のリバウンド数13.6本は、リバウンド王を獲得したジョシュ・ハレルソンの12.3本を上回っていた。

#### Blackwater Elite (2019–)
横浜ビー・コルセアーズに在籍中の2019年4月18日に、日本でのシーズン後のPBABlackwater Elite入団が発表された。デビュー戦は5月19日のコミッショナーズ・カップMeralco Bolts戦で、21得点　31リバウンドの活躍でチームを勝利に導いた。

## 人物

### バスケットボールプレイヤーとしての特徴
- スティーブンソンは自身のプレイスタイルについて、基本的にはフィジカルと圧力でインサイドに突進するバック・トゥ・ザ・バスケット(back-to-the-basket)プレイヤーであり、リバウンド、ダンクなどインサイドでのアグレッシブなプレーに特長があると語っている[26]。
- プロ入り後も大部分のシーズンで50%前後と、かなり苦手としている。特にBリーグにおけるシーズン成績では、2018-19シーズンは成功率38．1%と40%を割り込んでおり、B1 77選手中77位だった。

### その他
- 米国時代はファミリーネームの｢Stepheson｣の発音は"Steevis-son"としていたが[27]、日本では"スティーブンソン"の登録名としている[1]。
- 2018年にはTVドラマThe Perfect Plan （Juicy Fruit役）で俳優としてデビューしている。

- 横浜ビー・コルセアーズ　オフィシャルブーストソングにおける選手紹介

朝から目力 底力ムッシュメラメラパワーの海賊 No.33 アーサースティーブンソン♫